# Otto Bürger
Heinrich Wilhelm Otto Bürger (* 4. Mai 1865 in Hannover; † 18. Januar 1945 in Törwang, Oberbayern) war ein deutscher Naturwissenschaftler, Wirtschaftsgeograf und Autor von Reisebeschreibungen.

## Leben
1868, also bald nach seiner Geburt, starb die Mutter unverheiratet. Sein Vater, ein Sattler in Hannover, stammte aus einer niederbayerischen Handwerkerfamilie.
Von seinem Adoptivvater Friedrich Bürger ist nur die berufliche Stellung Amtsgerichtssekretär bekannt.
Er studierte von 1885 bis 1889 in Göttingen, Leipzig und Freiburg (Breisgau) Biologie, Botanik sowie Zoologie, promovierte 1890 über Nemertinen/Schnurwürmer unter dem Göttinger Zoologen Ernst Heinrich Ehlers und wurde im selben Jahr zum Professor berufen.

## Wirken
Während eines Aufenthalts 1890 in Neapel untersuchte er Sammlungen von Nemertea (Schnurwürmer) verschiedener Tiefsee-Expeditionen. Daraus resultierten seine Dissertation und seine Habilitation zum Thema Kenntnis des Nervensystems der Nemertinen.
Von 1900 bis 1908 lehrte Bürger in Santiago de Chile. Zunächst leitete er die kurz zuvor gegründeten Abteilungen Botanik, Zoologie und Mineralogie im Chilenischen Nationalmuseum für Naturgeschichte, bis er zum Direktor des Museums ernannt wurde. Auf seinen Reisen durch die Oststaaten Südamerikas standen neben naturwissenschaftlichen anfangs geografisch-wirtschaftliche Aspekte im Fokus. Mit einem Bericht über eine Reise durch Kolumbien und Venezuela bietet er ein Beispiel seiner literarischen Fähigkeiten.
1908 kehrte er nach Europa zurück und wertete wissenschaftliche Sammlungen Deutschlands und der Schweiz aus.

## Schriften
- Bericht über eine Reise durch Columbien und Venezuela. Nachrichten der Gesellschaft der Wissenschaften zu Göttingen.
- Reisen eines Naturforschers im tropischen Südamerika. 1900, Reprint 20111897, 2. Heft, S. 104–147
- Die Robinson-Insel. Leipzig 1909.
- Chile als Land der Verheissung und Erfüllung für deutsche Auswanderer: Eine Landes- und Wirtschaftskunde. Leipzig 1920. Siehe dazu Buchbesprechung in: Mitteilungen des Deutsch-Südamerikanischen Instituts, 6. Jg. (1918), Heft 1–2, S. 79
- Kolumbien, ein Betätigungsfeld für Handel und Industrie. 1922
- Neue Entwicklungsgeschichte der Hirudineen. In: Zeitschrift für Wissenschaftliche Zoologie. Bd. 58, 3. Heft.
- Beiträge zur Kenntnis des Nervensystems der Nemertinen. In: Vorl. Mittheil., Nachr. der Königlichen Gesellschaft der Wissenschaften zu Göttingen 1888.
- Beiträge zur Kenntnis des Nervensystems der Nemertinen. Dissertation, Göttingen 1890
- Untersuchungen über die Anatomie und Histologie der Nemertinen, nebst Beiträgen zur Systematik. In: Ztschr. f. Wissenschaftl. Zoologie. Bd. 50, 1890
- Beiträge zur Kenntnis des Nervensystems der Wirbellosen: Neue Untersuchungen über das Nervensystem der Nemertinen. In: Mittheil. s. d. Zool. Stat. Neapel. 10, 1891
- Die Enden des exkretorischen Apparats bei den Nemertinen. In: Ztschr. f. Wissenschaftl. Zoologie. Bd. 53, 1891
- Vorläufige Mittheilungen über Untersuchungen an Nemertinen des Golfes von Neapel. In: Nachr. d. Königl. Ges. der Wissensch. von d. Georg-August-Univ. zu Göttingen 1891
- Über Attraktionssphären in den Zellkörpern einer Leibesflüssigkeit. Anat. Anz. 6, 1891
- Zur Systematik der Nemertinen des Golfes von Neapel. In: Vorl. Mittheil. Nachr. d. Königl. Ges. der Wissensch. zu Göttingen 1892
- Südgeorgische und andere exotische Nemertinen. Sprengel’s Zoolog. Jahrb. Bd. 7, 1983
- Über die Anatomie und Systematik der Nemertinen. Verhandlungen der Deutschen Zoologischen Gesellschaft zu Göttingen 1893, Leipzig 1894.
- Über den Stiletapparat der Nemertinen. In: Zool. Anz. 17, 1894